# Lonewolf
Lonewolf est un groupe de heavy metal français, originaire de Sassenage (Isère), en Rhône-Alpes.
Formé, en 1991, par Jens et Walkyr. Celui-ci s'appellera brièvement Walpurgis Night avant d'adopter Lonewolf en 1992, en référence/hommage au titre de Running Wild sur l'album Blazon Stone.

## Biographie

### Débuts et reprise
Lonewolf est formé en 1992 à Claix, près de Grenoble, par Jens et Walkyr. Le groupe publie trois albums avant sa séparation en 1996 : The Dark Throne, cassette visant à démarcher pour faire des petits concerts locaux publiée en 1992 (Jens Börner/chant-guitare, Chris/basse et Walkyr/batterie) ; The Calling, démo cassette publiée en 1993 (Jens Börner/chant-guitare, Félix Börner/guitare solo, Roland/basse et Walkyr/batterie) ; et Holy Evil, 45 tours publié en 1996 (Jens Börner/chant-guitare, Félix Börner/batterie, Stefan/guitare solo et Roland/basse). Ces créations sont bien accueilli par la scène underground, notamment le 45T qui est devenu culte aux yeux des fans. En 1996, un mauvais contrat signé avec un label douteux (disparu depuis) aboutit à un album enregistré et jamais édité : Children of the Unlight. Cette mésaventure aura raison de la motivation des membres du groupe qui se séparera dans la foulée. Un titre de cet album « fantôme » est en bonus du CD March into the Arena édité par Goimusic.
Lonewolf est inactif durant quatre années. Jens, pour son plaisir, recommence à jouer de la guitare. Sous la pression amicale et persistante de nombreux fans, en l’an 2000, Lonewolf prend un nouveau départ sous la forme d’un CD auto-produit, March into the Arena (Jens Börner au chant-guitare, Dryss Boulmédaïs à la basse, Félix Börner à la batterie et Mark Aguettand à la guitare solo).
Le label espagnol Goimusic signe le groupe, et réédite March Into The Arena avec un titre bonus.
Cet album fit de Lonewolf le premier groupe français de heavy metal à jouer en Grèce (Heavy Metal Holocaust à Athènes avec Raging Storm, Airged Lham, etc.) et permit également au combo d’ouvrir pour Grave Digger  pour leur première date française.
Fort de ces succès, le second album arriva en 2003, Unholy Paradise (Jens Börner/chant-guitare, Dam’s Capolongo/guitare solo, Dryss Boulmédaïs/basse et Félix Börner/batterie). Bien que cet album ne bénéficie pas d’une grande production, il permit au groupe de jouer à l’international (Allemagne, Hollande, Italie, Suisse, etc.) et ainsi, de partager la scène avec de grands artistes tels Paragon, Paul Di'Anno, Sabaton, Grim Reaper, Misanthrope, Wizard, Dark Age et Battleroar.

### Made in HelletThe Dark Crusade
En 2004, c’est un 45 tours un peu spécial qui sort, Hellenic Warriors, qui est intégralement dédié aux fans grecs dont le soutien est indéfectible depuis les débuts du groupe. 2007 est l’année de l’enregistrement de leur troisième album, Made in Hell (Jens Börner/chant-guitare, Dam’s Capolongo/guitare solo, Dryss Boulmédaïs/basse et Félix Börner/batterie). Le mixage et le mastering sont alors réalisé par Eike Freese (Dark Age) au Heike Studio à Hambourg. Cet album sortira début 2008, et impliquera le groupe dans un festival heavy à Athènes, le Up the Hammers Festival III, avec notamment Manilla Road, Omen, Stormwarrior, et Silver Fist. Sur cette scène ce ne sera pas Dryss qui tiendra la basse (parti s’installer au Canada) mais Jan Büning (Paragon) en tant qu’invité. Pour remplacer Dryss, Lonewolf accueille désormais l’ex guitariste de Nightmare, Alex Hilbert.
Les premières bribes du quatrième album sont enregistrées en 2008, année durant laquelle Lonewolf ouvre une nouvelle fois pour Paragon au Metal Rage Fest, à Sélestat, en Alsace, avec Mystery Blue, Abandoned et Rebellion. 
2009 est une année internationale pour Lonewolf avec le Play it Loud Festival italien (Exciter, Jag Panzer, Wotan, etc.), l'ouverture du concert de Blaze Bayley en Belgique, le Pounding Metal Fest espagnol (Wolf, Nocturnal, etc.), le Headbangers Open Air à Hambourg (Manilla Road, Pretty Maids, Tankard, Razor, Tank, etc.) et enfin le HardRocker Festival en Pologne (Mekong Delta, Tygers of Pan Tang, Wizard, etc.). Pendant la pré-production du nouvel album, Felix Börner décide de quitter le groupe. Il est remplacé de suite par Antoine Bussière. Courant 2009 voit également la sortie d'un best-of, Curse of the Seven Seas, disponible avec le magazine polonais Hardrocker. Tiré à dix mille exemplaires, l'album est un très gros moyen de promotion en Pologne et les pays de l'Est avoisinant. Pour clore l'année, novembre 2009 voit la sortie du quatrième album, The Dark Crusade, (Jens Börner/chant-guitare, Dam’s Capolongo/guitare solo, Alex Hilbert/basse et Antoine Bussière/batterie) paru en CD chez Karthago Records (Allemagne) et en vinyle chez Killer Metal Records (Allemagne).

### Années 2010
Début 2010, le groupe repart jouer en Pologne, à Varsovie, en compagnie de Wild knight et Crystal Viper, avant de repartir en Espagne pour le Steel Wolf festival. Lonewolf voit son troisième album Made In Hell réédité en vinyle à l'initiative d'Emanes Metal Records (France), qui pour cela s'est associé à Eat Metal (Grèce), Jolly Roger Records (Italie) et Under Siege Records (France). 2010 sera également sous le signe européen avec notamment le premier festival metal français en Allemagne à Francfort, le French Metal Attack (Mystery Blue, Hürlement, Arès et Heavynessiah), la République tchèque, quelques dates françaises… en novembre à Athènes, Thessaloniki, et le fameux Metal Forces Fest à Lörrach en Allemagne avec un nouveau bassiste, Rikki (ex Mystery Blue), Alex reprenant du coup la guitare.
En 2011, le groupe se lance dans une tournée européenne en tête d'affiche en compagnie de Dragonsfire et Iron Fate. En septembre 2011, le groupe révèle plus de détails sur son futur album. En fin d'année, le groupe signe chez Napalm Records. En mars 2012, Lonewolf sort l'album Army of the Damned (Jens Börner/chant-guitare, Alex Hilbert/guitare solo, Rikki Mannhard/basse et Antoine Bussière/batterie) qui marquera un nouveau tournant[Lequel ?]. S'ensuit une nouvelle tournée européenne avec Mystic Prophecy et Stormwarrior en support de Powerwolf, qui est un franc succès, ainsi que des apparitions sur des festivals tels que le Metalfest en Allemagne et en Autriche et le PPMF en Belgique. Cet engouement se confirmera lors de la Hard Rock Session à Colmar (France) en ouverture de Nightwish devant neuf mille personnes.
Début 2013, retour en studio pour l’enregistrement du sixième album The Fourth and Final Horseman (Jens Börner/chant-guitare, Alex Hilbert/guitare solo, Rikki Mannhard/basse et Antoine Bussière/batterie) et mixé en Allemagne dans le Studio Greywolf par Charles (Powerwolf). En janvier 2014, enregistrement de Cult of Steel (Jens Börner/chant-guitare, Alex Hilbert/guitare solo, Rikki Mannhard/basse et Antoine Bussière/batterie) avec toujours Charles aux manettes, le groupe signe dans la foulée avec MASSACRE RECORDS (ALL) qui sortira l'album le 24 octobre 2014. Pour des raisons purement professionnelles, Antoine Bussière quitte la meute et sera remplacé par Bubu Brunner (Syr Daria/Black Hole). 
En mars 2016, Lonewolf annonce un nouvel album. Ce même mois, le groupe annonce le départ de son guitariste Alex Hilbert, qui sera remplacé par Michael Hellström (Elvenstorm).
Le groupe publie son nouvel album, Heathen Dawn, le 25 mai 2016 au label Massacre Records. Le visuel est créé par Péter Sallai, et l'enregistrement de l'album s'est effectué une fois de plus de Xavier Sindt, au Microclimat Studio. Le 24 août 2016, le groupe dévoile le clip vidéo de sa chanson Demon's Fire, tirée de Heathen Dawn.

## Style musical
Le groupe joue depuis toujours un heavy metal très typé « années 80 ». Depuis de nombreuses années, du fait de l’influence non négligeable du groupe allemand sur les compositions de Jens Börner, Lonewolf est très souvent dépeint comme le « Running Wild » français. Ce parallèle s’arrêtant à l’aspect purement musical.

## Membres

### Membres actuels
- Jens Börner – chant, guitare (1992-1996, depuis 2000)[1]
- Rikki Mannhard – basse (depuis 2010)[1]
- Bubu Brunner – batterie (depuis 2014)[1]
- Michael Hellström – guitare (depuis 2016)[1]

### Anciens membres
- Stéphane Deschamps – guitare solo
- Chris – basse (1992)[1]
- Walkyr – batterie (1992-1995)[1]
- Roland – basse (1992-1996)[1]
- Félix Börner – batterie (1995-1996, 2000-2009)[1]
- Mark Aguettand – guitare solo (2000-2002)[1]
- Dryss Boulmédaïs – basse, chœurs (2000-2006)[1]
- Damien Capolongo - guitare solo (2002-2010)[1]
- Antoine « Tonio » Bussière - batterie (2009-2014)[1]
- Alex Hilbert - basse (2006-2010), guitare solo (2010-2016)[1]

## Discographie

### Albums studio
- 2000 : March into the Arena
- 2003 : Unholy Paradise
- 2008 : Made in Hell (2008)[8]
- 2008 : Curse of the Seven Seas (2008) - Compilation CD (uniquement disponible avec le magazine polonais Hardrocker)
- 2009 : The Dark Crusade (2009)[9]
- 2012 : Army of the Damned
- 2013 : The Fourth and Final Horseman
- 2014 : Cult of Steel
- 2016 : The Heathen Dawn
- 2017 : Raised on Metal

### Singles
- 1996 : Holy Evil (1996) (auto-production)
- 2003 : Hellenic Warriors

### Démos cassettes
- 1992 : The Dark Throne (cassette « privée »)
- 1993 : The Calling
- 2002 : Walpurgis Night (réédition The Calling)